# (29967) 1999 JN104
A (29967) 1999 JN104 a Naprendszer kisbolygóövében található aszteroida. A LINEAR projekt keretében fedezték fel 1999. május 15-én.